# Dottori in prima linea
Dottori in prima linea era un programma televisivo italiano di medicina, in onda su LA7 nel 2011.
La trasmissione, basata sul format statunitense The Doctors, era condotta da Carolina Di Domenico, coadiuvata da quattro medici esperti:
- Caterina Bisceglia, cardiologa;
- Pier Luigi Spada, chirurgo d'urgenza;
- Michele Battuello, medico dello sport;
- Filippo Ongaro, specializzato in medicina rigenerativa, anti-invecchiamento e nutrigenomica.

Il programma parlava fra l'altro di rischi per la salute, consigli alimentari e prevenzione delle malattie, con incursioni comiche da parte di ospiti nel corso della trasmissione e il commento di personaggi VIP in studio.